# Averostra
Averostra, u "hocico de ave", es un clado que incluye a la mayoría de los dinosaurios terópodos que tienen una fenestra premaxilar, una abertura adicional en el lado exterior frontal del maxilar, el hueso que forma la mandíbula superior.

## Definición
Averostra fue nombrado por Gregory S. Paul en 2002 por un estudio basado en apomorfias definiéndolo como el grupo que incluye a Dromaeosauridae y Avepoda, con un antepasado con una fenestra premaxilar. Más tarde fue redefinida por Martín Ezcurra y Gilles Cuny en 2007 como un clado que contiene a Ceratosaurus nasicornis, Allosaurus fragilis, su último ancestro común y todos sus descendientes.